# Per Nilsson (journalist)
Per Nilsson, född 1974, svensk journalist och författare med inriktning på mode och stil för män. Nilsson är grundare av och chefredaktör för King – modemagasinet för män. Första numret utkom 2005. 
Han började sin bana som säljare i den klassiska herrbutiken Götrich i Stockholm 1995. Han fortsatte i samma butik som inköpare av framför allt italienska varumärken som Corneliani, Canali, Brioni och Giorgio Armani. 
Mellan åren 1997–2000 startade han och drev modeavdelningen på magasinet Slitz. Han har även skrivit om mode i tidningen Café. År 2000 projektledde Nilsson MTV Generation Day i Stockholm i samband med MTV Europe Music Awards med fokus på bland annat svenskt musikmode genom tiderna.
2001 utkom hans första bok Snyggt – en stilguide för män . Boken blev en bästsäljare i sin genre. Den översattes till bland annat norska, finska och danska och hade våren 2010 sålt över 100 000 exemplar på den svenska marknaden. Samma år som han startade King släppte han sin andra bok Modekompassen för män. Fem år senare utkom hans tredje bok Manualen – 365 stiltips för män.
Nilsson är medgrundare av den svenska stilplattformen och podcasten Gentlemanualen som han lanserade tillsammans med Andreas Weinås våren 2018, samma år blev Nilsson Senior redaktör på Connoisseur Magazine.